# 夏锦文
夏錦文（1964年4月—），中华人民共和国法学家、政治人物，中共党员，出生于江苏省宜兴县。长期执教于南京师范大学，亦曾主政扬州大学、镇江市、江苏省社会科学院，现为江苏省人民政府参事。

## 生平
夏锦文早年就读于南京大学法律系，毕业后获分配至南京师范大学担任讲师，教授法学，先后担任本科班主任、法学系工会委员、教师党支部书记等职，後被学校提拔为副教授、教授，并担任学校经济法政学院副院长、法学院副院长、学校教务处处长、大学副校长、党委副书记等职，在南京师大执教期间，他亦前往中国人民大学深造，并以法学博士的身份毕业。
2012年7月，夏锦文转岗至扬州大学，出任学校党委书记。2015年4月，他离开大学系统，转任中共镇江市委书记，其后亦兼任市人大常委会主任。
2017年3月，夏锦文离开镇江，回到南京，担任江苏省社会科学院院长，担任社科院长期间，他获聘为南京大学兼职教授，2024年2月，获江苏省人民政府聘为参事，同年10月，他不再担任社科院院长。